# Modersinstinkt

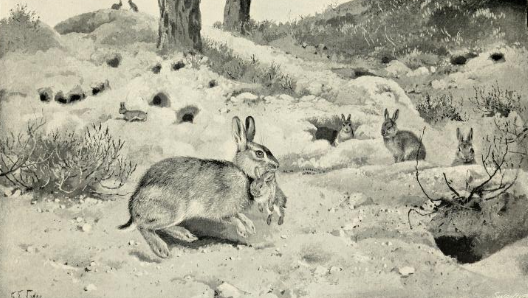

Modersinstinkt kallas de naturliga beteende- och reaktionsmönster som har med en moders omhändertagandet av sitt eller sina barn att göra. De kan bland annat omfatta omvårdnad, skydd, boende, mat, uppfostran och kärlek. Vad gäller människor så anses dessa mönster inte vara instinktiva, men de ansågs vara det på 1800-talet. 

## Djur
Modersinstinkten är hos vissa djur nedärvda beteendemönster, som beror av olika men bestämda stimuli. Exempel på en lättförklarad instinkt är hästens flyktinstinkt vid fara. Omständigheten som den uppfattar som fara är stimuli. Orsaken till instinktiva beteenden går ofta att finna i studier av evolutionen. Enklare ryggradslösa djur styrs i högre grad av instinkter än mer avancerade ryggradsdjur som har större förmåga till inlärning.

## Människor
Begreppet används ofta i överförd bemärkelse i talspråket om människors moderskap. I själva verket så uppfyller få, kanske inga, mänskliga beteenden kriterierna för att vara instinkter. Under 1800-talet så trodde man att människan hade flera instinkter. Inom bland annat psykologin har man under senare delen av 1900-talet helt ersatt termen instinkt med drift.